# Valle de los ríos Apurímac, Ene y Mantaro

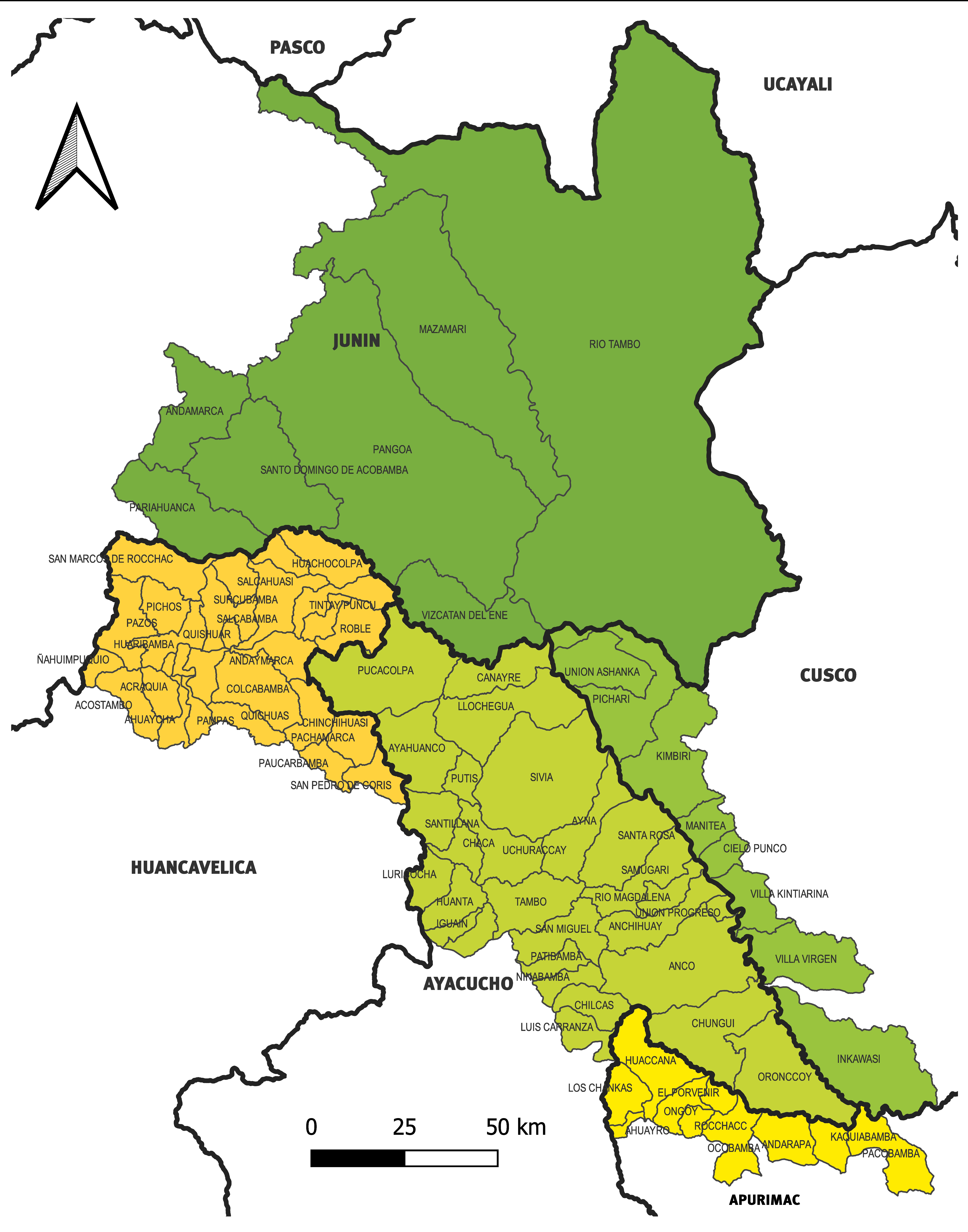
El VRAEM repartido en los actuales departamentos de Cuzco, Ayacucho, Junín, Apurimac y Huancavelica.

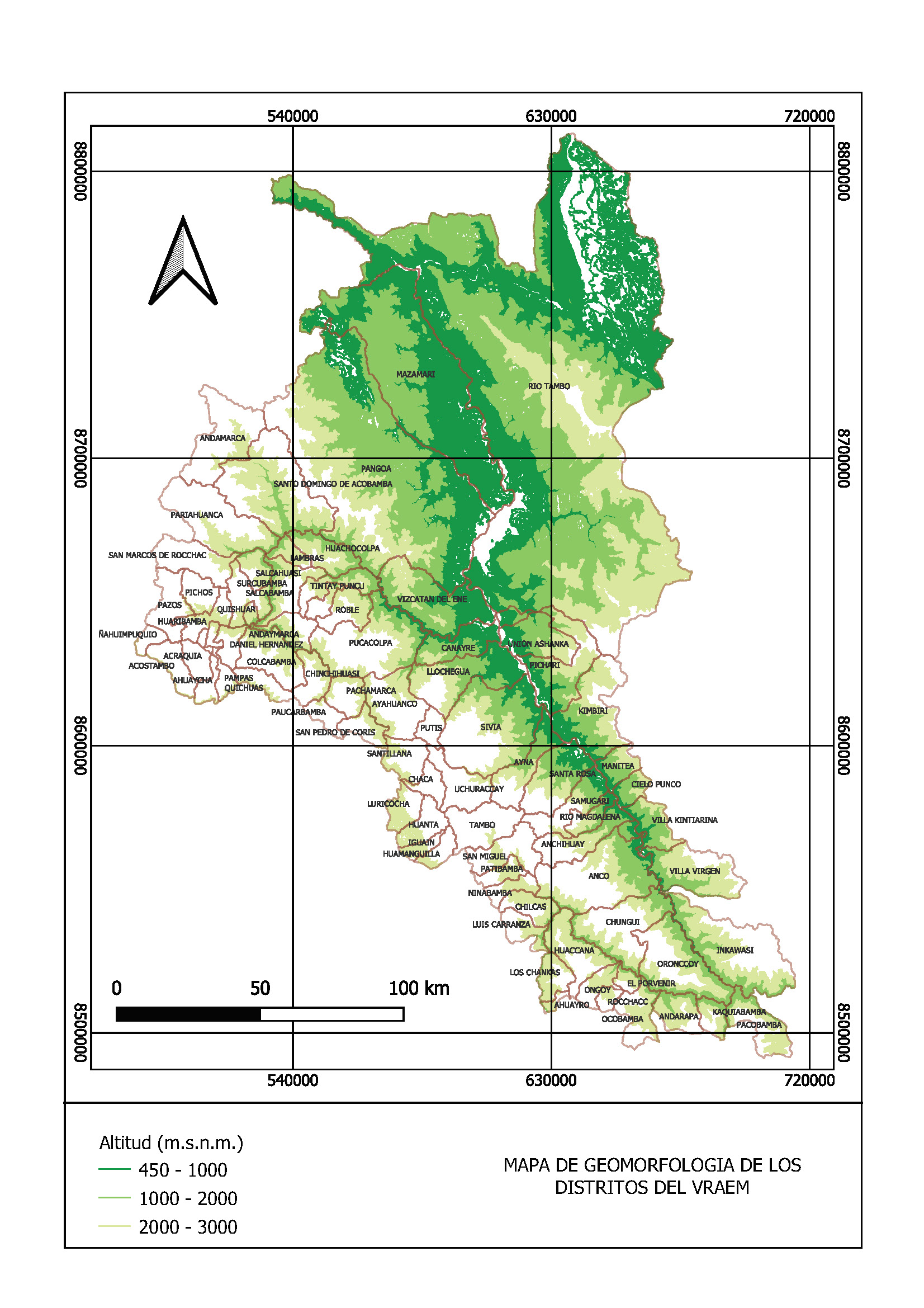
Mapa topográfico del VRAEM.

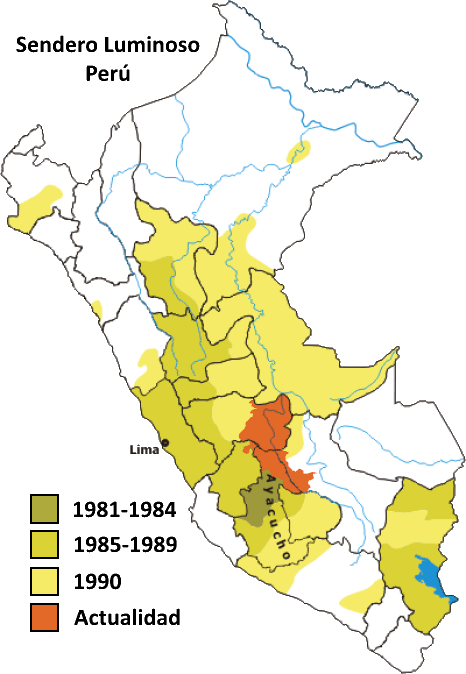
Áreas donde estuvo activo Sendero Luminoso.

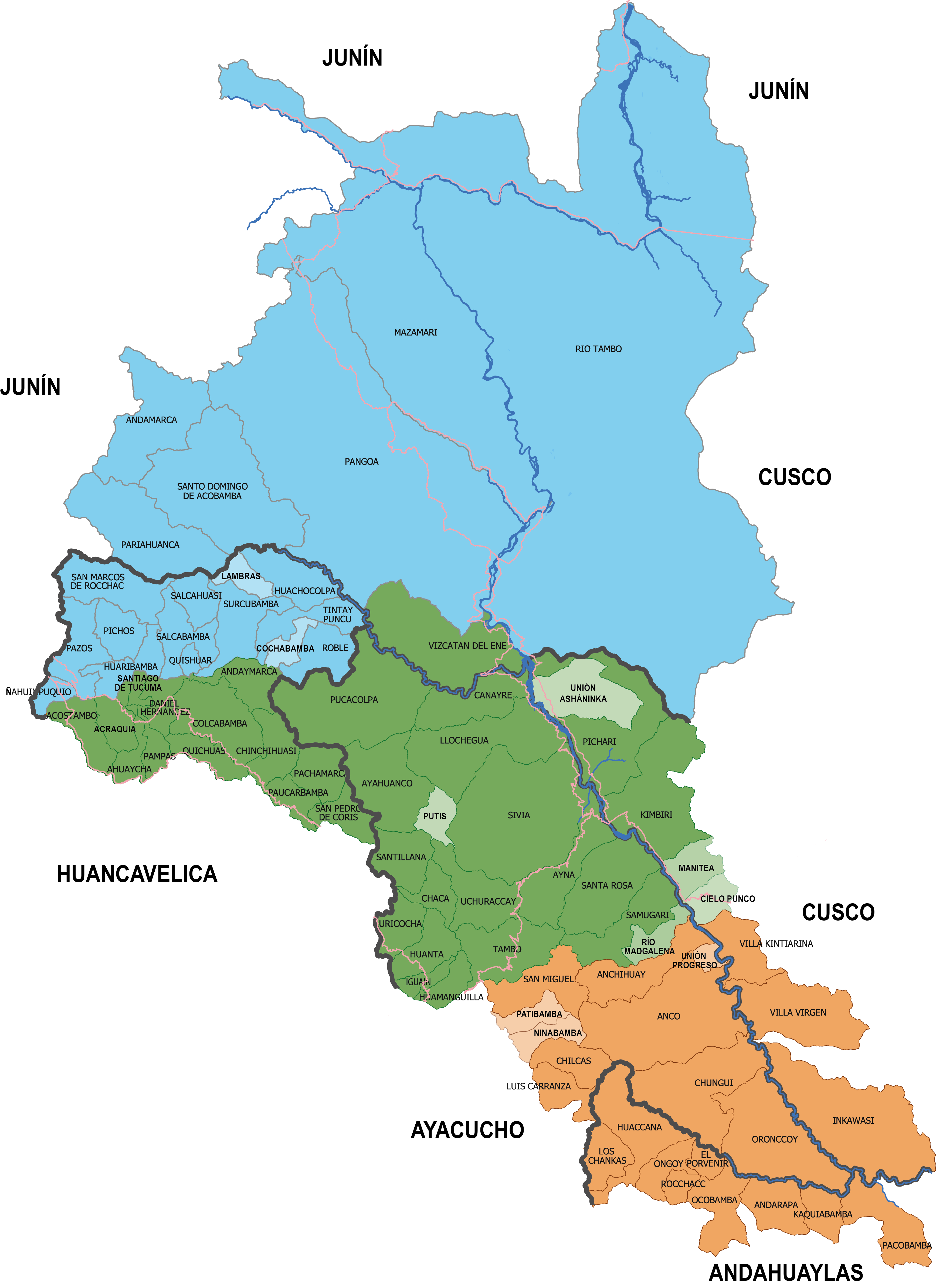
Distrito del VRAEM recientemente creados

El VRAEM, sigla de Valle de los ríos Apurímac, Ene y Mantaro, es una zona geopolítica del Perú ubicada en la densa selva de las provincias de Huanta (Ayacucho), Satipo (Junín) y La Convención (Cuzco). Con el Ene que le prolonga, el Apurímac y últimamente el Mantaro, forman un conjunto geográfico y económico designado por las siglas VRAEM (Valle del Río Apurímac, Ene y Mantaro). La zona del Mantaro fue agregada en el 2012, por ello el cambio de VRAE a VRAEM. Esta zona se destaca por sus cultivos de café, cacao y coca, entre otros.
Hasta el año 2006, esta zona estaba prácticamente fuera de control del Estado Peruano y, debido a este abandono, su actividad principal se encuentra en los cultivos ilícitos de hoja de coca para la producción de cocaína, con el apoyo financiero y logístico de narcotraficantes de la zona y de remanentes de una célula del extinto Sendero Luminoso. Las autoridades peruanas comenzaron a recuperar la iniciativa en el área mediante el envío de 1.500 militares a finales de 2006.
En esta región también se ocultan las actividades del narcotráfico vinculado a los remanentes de una célula terrorista que formara parte del extinto Sendero Luminoso, activo en los años 80 y 90. Esta célula narcoterrorista es ahora el blanco del gobierno peruano en la guerra narcoterrorista declarada en 2006 por el entonces presidente Alan García.
Según la Oficina de Naciones Unidas contra la Droga y el Delito (ONUDROGAS), los cultivos de hoja de coca en el VRAEM fueron de 18.845 hectáreas en el 2014.
El área fue designada por el Gobierno Nacional en 2007 para iniciar la Estrategia Nacional para el Programa de Crecimiento por sus altos índices de desnutrición infantil y pobreza.

## Distritos que lo conforman
- Departamento de Ayacucho
  - Provincia de Huanta -13 distritos: (Uchuraccay, Pucacolpa, Chaca, Huamanguilla, Iguain, Huanta, Luricocha, Santillana, Ayahuanco, Sivia, Llochegua, Canayre y Putis)
  - Provincia de La Mar - 15 distritos: (Anchihuay, Chungui, Oronccoy, Chilcas, Unión progreso, San Miguel, Tambo, Santa Rosa, Ayna, Samugari, Luis Carranza, Río Magdalena, Ninabamba, Patibamba y Anco)

- Departamento de Huancavelica
  - Provincia de Tayacaja - 23 distritos: (Andaymarca, Roble, Pichos, Santiago de tucuma, Acraquia, Daniel Hernández, Pampas, Ahuaycha, Ñahuimpuquio, Huaribamba, Pazos, Quishuar, Salcabamba, San Marcos de Rocchac, Salcahuasi, Quichuas, Colcabamba, Cochabamba, Surcubamba, Acostambo, Tintay Puncu, Huachocolpa y Lambras)
  - Provincia de Churcampa - 4 distritos: (Chinchihuasi, Pachamarca, Paucarbamba y San Pedro de Coris)
- Departamento de Apurímac
  - Provincia de Chincheros - 7 distritos: (Ocobamba, El Porvenir, Rocchacc, Los Chankas, Ongoy, Ahuayro y Huaccana)
  - Provincia de Andahuaylas - 3 distritos: (Pacobamba, Andarapa y Kaquiabamba)

- Departamento de Cusco
  - Provincia de La Convención - 8 distritos: (Inkawasi, Villa Virgen, Villa Kintiarina, Kimbiri, Pichari, Unión Asháninka, Cielo Punco y Manitea)

- Departamento de Junín
  - Provincia de Satipo - 4 distritos : (Mazamari, San Martin de Pangoa, Vizcatán del Ene y Río Tambo)
  - Provincia de Concepción (Perú) - 1 distrito: (Andamarca)
  - Provincia de Huancayo - 2 distritos (Santo Domingo de Acobamba, Pariahuanca).[5]

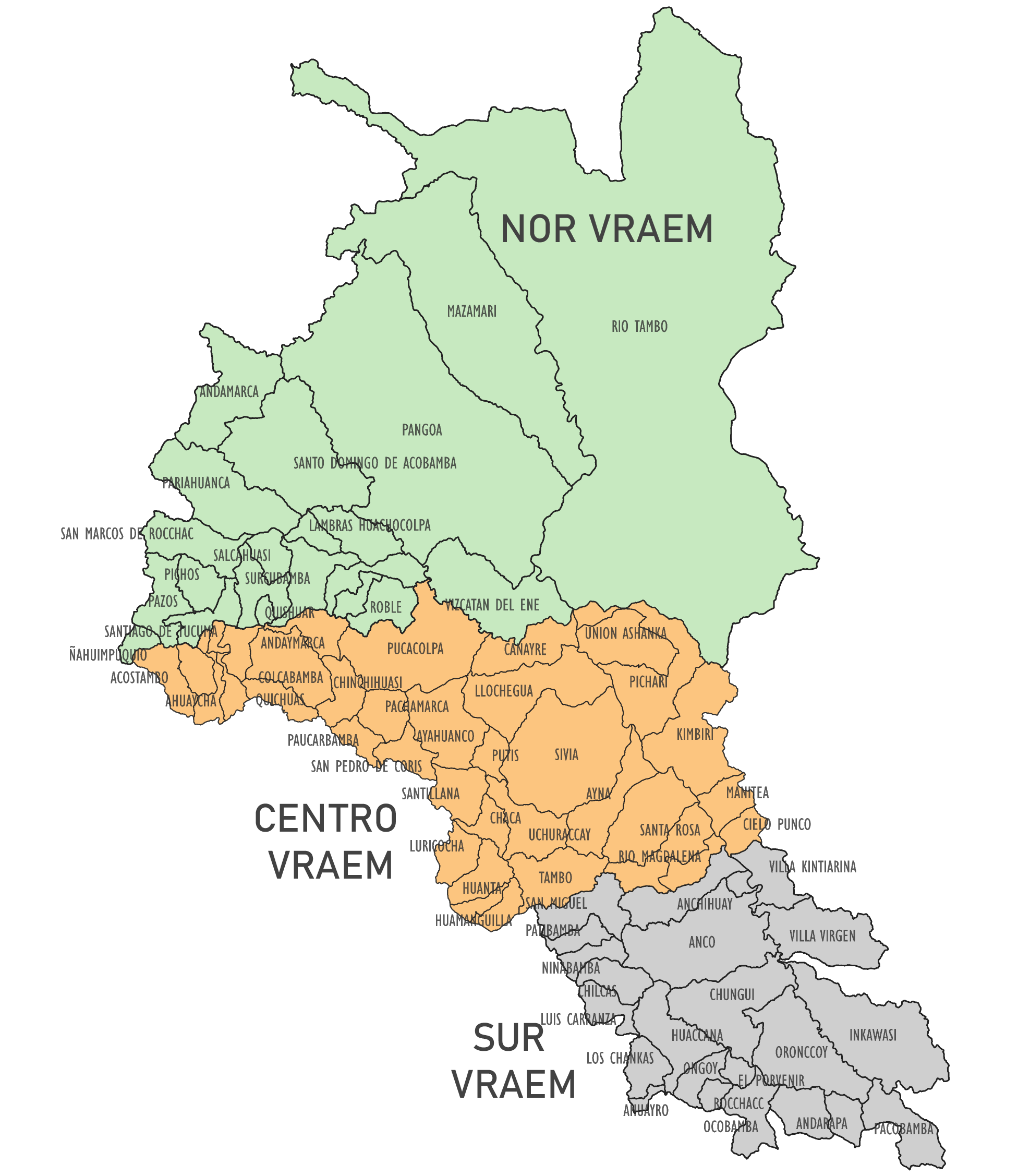
ZONAS VRAEM